# おのまち小町アイスバーガー
おのまち小町アイスバーガー（おのまちこまちアイスバーガー）は、福島県田村郡小野町で販売されている菓子パンである。
内側を焼いたバンズの中にアイスを挟み、チョコレートや、小野町の特産品でもあるブルーベリーなどの甘いソースをトッピングしてナッツをあしらったもので、熱さと冷たさが同時に味わえるのが特徴となっている
。

## 概要
2012年（平成24年）の年末から小野町商工会青年部が取り組んでいた「ご当地グルメ開発事業」の中で、小野町では昔から親しまれていたデザートで、部員たちの思い出の味である町内の食料品店「ススムストア」の「アイスバーガー」を小野町のご当地グルメとして開発し、町の名物として町内外に広く発信することにした。
開発会議でトッピングやパンの焼き方等様々な検討を行い、バンズの表面をバーナーで焼いて香ばしさを出し、パンに挟んだバニラアイスにチョコレートソースやブルーベリーソースをかけ、ローストしたナッツでアクセントを加えるなど工夫を凝らしてアレンジし、「チョコレート」 「ブルーベリー」の2種類の商品を完成させた。
バンズ、チョコレートソース、ブルーベリーソース、ローストしたナッツは、同町内のパン店、洋菓子店から調達し、ソースに使われるブルーベリーも小野町産のものを使用している。
2013年（平成25年）5月3日に同町に所在するリカちゃんキャッスルの開業20周年イベントで販売を開始、同年10月5日、6日の2日間にわたって会津アピオスペース駐車場にて開催された福島県商工会青年部連合会による「商工会うまいもん№1決定戦」において優勝。2015年10月31日、11月1日に小野町の小野運動公園で開催された「商工会うまいもん№1決定戦」においても2年ぶり2度目の優勝を果たした。
2016年（平成28年）10月16日に福島県伊達郡桑折町のふれあい公園で開催された「ふくしまバーガーサミット2016 第3回東日本ご当地バーガーグランプリ決定戦」では福島県内の11のバーガーを含む、東北各県や近隣県の27種類のバーガーの中から来場者の投票によってグランプリに選ばれている。

## 販売
2016年9月現在、青年部オリジナル商品「おのまち小町アイスバーガー」のほか、各種の「アイスバーガー」は同町内の4店舗で購入することができる、また各地で行われるイベントなどにも出店を行っている。